# Tytthonyx gatoensis
Tytthonyx gatoensis es una especie de coleóptero de la familia Cantharidae.

## Distribución geográfica
Habita en Cuba.